# Stenotyla helleri
Stenotyla helleri är en orkidéart som först beskrevs av Jack Archie Fowlie, och fick sitt nu gällande namn av Patricia A. Harding. Stenotyla helleri ingår i släktet Stenotyla och familjen orkidéer.
Artens utbredningsområde är Nicaragua. Inga underarter finns listade i Catalogue of Life.